# قدرت (کتاب)
قدرت نام کتابی از برتراند راسل است. راسل این کتاب را دربارهٔ آنچه در سال ۱۹۳۸، زمانی که پنج سال از عمر حکومت نازیسم در آلمان می‌گذشت نوشت. شیوه بحث راسل در این کتاب بیشتر تاریخی است تا تحلیلی و نمونه‌های تاریخی فراوانی را از چگونگی تراکم و تبلور قدرت و کاربرد آن نقل کرده‌است.
مضمون این کتاب دربارهٔ کاربرد بیرحمانه قدرت در اروپای پیش از جنگ جهانی دوم است. نویسنده تلاش کرده‌است از منظر جامعه‌شناسی سیاسی و همچنین نگاه فلسفی، بررسی موشکافانه و همه‌جانبه ای از ماهیت قدرت ارائه دهد. وی در فصول مختلف کتاب، صورتهای قدرت و همین‌طور قدرت از منظر روحانیون و پادشاهان را بررسی می‌کند، سپس به تبیین «قدرت برهنه» و «قدرت انقلابی» می‌پردازد و تأثیر ایدئولوژی را بر منشأ قدرت می‌سنجد. در فصول پایانی نیز تلاش می‌کند مقوله قدرت را از صافی اخلاق و صورت بندی‌های فلسفی بگذراند.

## نظرات راسل دربارهٔ قدرت

### تحلیل قدرت اقتصادی
راسل قدرت اقتصادی را یک قدرت اصیل نمی‌داند بلکه می‌گوید که قدرتی مشتق است. او می‌گوید که قدرت اقتصادی مد نظرش با آنچه کارل مارکس مطرح کرده بود فرق دارد. منظور او از قدرت اقتصادی مؤثر بودن پول و کالا در زندگی انسانی است و سپس می‌افزاید که مارکس و دیگر اقتصاددانان قدیم این نوع قدرت را نوعی قدرت اساسی قلمداد می‌کردند.

### تعریف قدرت
طبق تعریف مثبتی که راسل از قدرت دارد قدرت به معنای پدیدآوردن آثار مطلوب است. راسل در این کتاب می‌افزاید: اگر یکی از دو فردی که دارای خواست‌های مشابه‌اند بر همه خواست آن دیگری غلبه کند پس قدرت بیشتری از او دارد.
راسل برای طبقه‌بندی صورت‌های قدرت راه‌های گوناگونی پیشنهاد کرده که به زعم او هر کدام از این راه‌ها فایده خاص خود را دارند. او قدرت را به دو نوع قدرت بر افراد انسانی و بر ماده بیجان تقسیم‌بندی می‌کند. بحث راسل از قدرت بیشتر مربوط به نوع اول است اما دربارهٔ نوع دوم قدرت می‌نویسد: یکی از علل اصلی دگرگونی‌های عصر جدید افزایش قدرت بر ماده بیجان است که از علم برخاسته‌است.
راسل قدرت انسانی را برحسب روش افراد تأثیر کننده یا برحسب نوع سازمان‌هایی که دخالت دارند طبقه‌بندی کرده‌است.
او قدرت مندترین و مهم‌ترین سازمان روحانی تاریخ را کلیسای کاتولیک می‌داند. او دوران‌های مختلف تاریخی قدرتمندی کلیسای کاتولیک را در این کتاب شرح داده‌است.

### تحلیل قدرت دولت
راسل نظام سلطنتی را مورد بحث و نقد قرار داده و نوشته‌است که اگر سلطنت موروثی نباشد احتمال جنگ داخلی بیشتر است. با استناد به نوشته‌های راسل دربارهٔ سلطنت در کتاب قدرت می‌توان اندیشه‌های سیاسی او را کاملاً متفاوت از فیلسوفانی مثل افلاطون و ارسطو دانست که به ترتیب کتاب‌های جمهور و سیاست را نوشته‌اند.
راسل قدرت را وسیله تنازع در تنازع اخلاقی و سیاسی می‌داند اما از نظر او قدرت بیشترین هدف در دستگاه‌های اخلاقی که بیشترین تأثیر را داشته‌اند نیست. منظور راسل در این بخش از کتاب قدرت دورانی است که مردم با آن که به یکدیگر نفرت می‌ورزند همدیگر را مورد اذیت قرار می‌دادند تا دورانی که حرمت و احترام خود را متوجه کسانی می‌ساختند که نحوه دیگری از زندگی را مد نظر داشتند یعنی متوجه کسانی که انسان را همچون انسان در نظر داشتند نه محدود به ادیان.
از نظر راسل دموکراسی نتایج منفی دارد و حکومت خوب را تضمین نمی‌کند.
راسل تبلیغ و تهییج را آزاد می‌داند به شرطی که مردم را به قانون‌شکنی برنینگیزد. راسل می‌نویسد: «وقتی دولتی انحصار قدرت اقتصادی را در دست داشته باشد قدرتش به مقیاس عظیمی افزایش می‌یابد.» او نابرابری‌ها را دلیل از بین رفتن وسیله تبلیغ می‌داند مگر آن که درست برایشان پیش‌بینی شود.

### رقابت در علم و هنر
از نظر راسل هنر و علم زمینه‌های رقابت مشروع است و مهم است که احساسات عمومی چنان باشد که اختلاف نظر در این زمینه‌ها را بدون خشم و هیاهو تحمل کند.